# Marsel Zaynetdinov
Marsel Zaynetdinov (15 dicembre 2001) è un tuffatore uzbeko.

## Biografia
Ha rappresentato la nazionale uzbeka ai campionati mondiali di nuoto di Gwangju 2019 dove ha terminato al diciassettesimo ed ultimo posto nella piattaforma 10 m sincro in coppia con il connazionale Botir Khasanov.

## Palmarès
| Anno | Manifestazione | Sede    | Evento     | Risultato | Prestazione | Note |
| ---- | -------------- | ------- | ---------- | --------- | ----------- | ---- |
| 2019 | Mondiali       | Gwangju | Sincro 10m | 17º Q     | 255.45 p.   |      |